# Geschosswohnungsbau

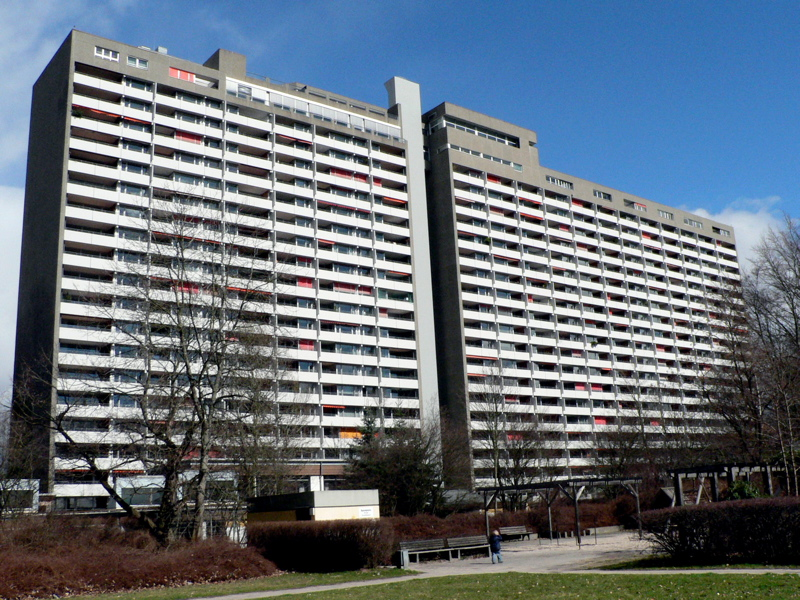
Geschosswohnungsbau als Hochhaus in Stuttgart-Asemwald

Beim Geschosswohnungsbau (österreichisch Geschoßwohnungsbau) handelt es sich um den Bau (sowohl im Sinne von „bauen“ als auch im Sinne von „Gebäude“) von Wohnungen in mehrstöckiger Bauweise. Umgangssprachlich wird diese Bauform meist als Wohnblock oder einfach Block bezeichnet. 
Objekte des Geschosswohnungsbaus sind Wohngebäude mit mehreren abgeschlossenen Wohneinheiten auf mehr als einer Etage, die von mindestens einem Treppenhaus erschlossen werden.
Der Begriff wird überwiegend in Architektur und Stadtplanung verwendet und gilt als Sonderform des Geschossbaus innerhalb des Wohnungsbaus.

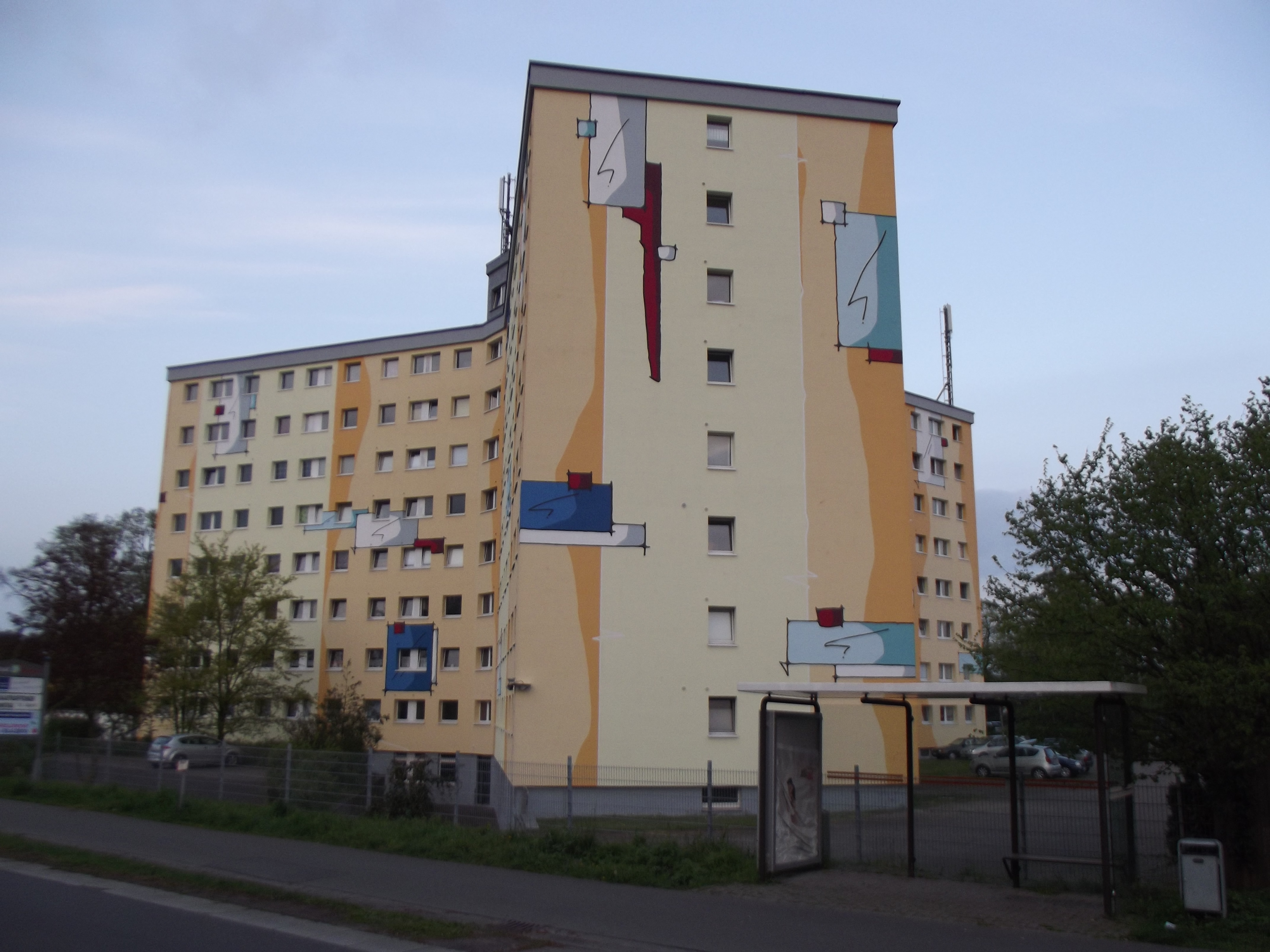
Ypsilon-Haus – Geschosswohnungsbau als Wohnblock in Steinfurt, NRW

## Begriff
Der Begriff sagt nichts über die Eigentumsverhältnisse der Wohnungen aus. Es kann sich sowohl um Eigentumswohnungen als auch um Mietwohnungen handeln. Ebenso sagt er nichts über die städtebauliche Einbindung aus: Es kann sich sowohl um ein freistehendes Gebäude, als auch um einen in geschlossener Bauweise errichteten Baublock handeln. Lediglich die Nutzung des Gebäudes zu Wohnzwecken und seine mehr als ebenerdige Wohnlage ist damit eindeutig beschrieben. Demzufolge muss sowohl ein zweigeschossiger Zeilenbau, als auch eine viergeschossige Blockrandbebauung, oder ein Punkthochhaus als Geschosswohnungsbau bezeichnet werden.

## Merkmale

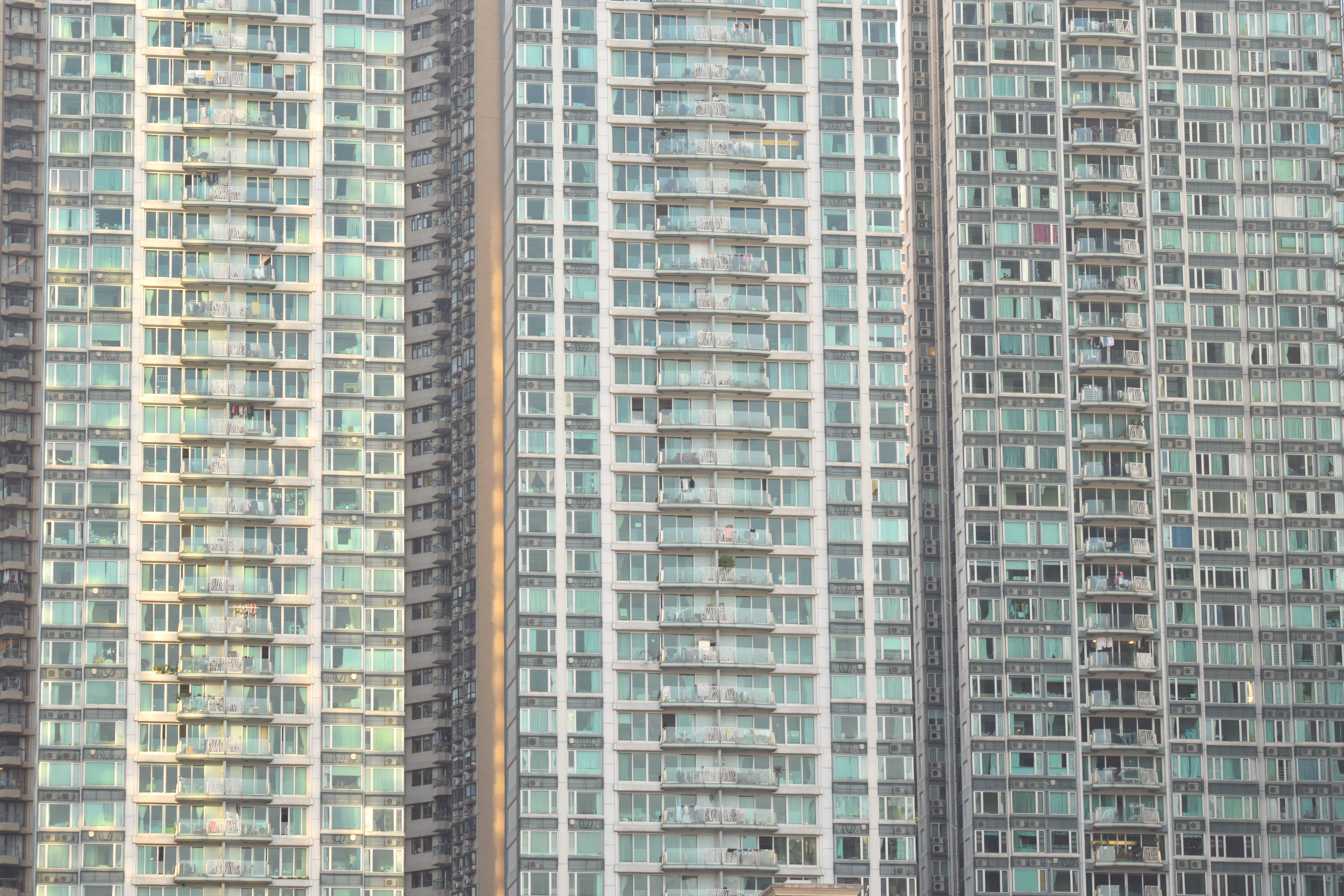
Nahaufnahme eines Wohnblocks in Hongkong

Im Gegensatz zu einer Bebauung mit Einfamilienhäusern nutzen Mehrfamilienwohnhäuser den vorhandenen Baugrund deutlich effizienter aus. Der Flächenverbrauch ist viel geringer.  Auch preislich ist dieser Wohnraum zudem erheblich günstiger als andere Bauformen, da die Bau- und Betriebskosten pro Wohneinheit in der Regel wesentlich niedriger sind.
Moderne Mehrfamilienhäuser verfügen zudem oft über eigener Energiekonzepte und Begegnungsräume für ihre Bewohner.
Aufgrund des geringen Flächenbedarfs eignen sich Geschosswohnungen zudem für die Nachverdichtung bereits bebauter Wohngebiete. In Ländern, die keine Bauvorschriften bezüglich eines einheitlichen Stadtbildes haben, werden auch bestehende Altstädte durch moderne Mehrfamilienhäuser ergänzt. So befinden sich beispielsweise in der Altstadt von Tel Aviv neu errichtete, von außen begrünte Geschosswohnungen.

## Situation in Deutschland
Die in Deutschland geltende Baunutzungsverordnung verlangt in neu geplanten Wohngebieten, insbesondere in Innenstadtlagen zudem kompakten Wohnraum auf wenig Fläche, was in diesen Bereichen vermehrt zur Schaffung von Geschosswohnungen führt.
Die erhöhte Nachfrage nach Wohnraum in der Innenstadt von Großstädten führt zudem zu einem Preisanstieg, insbesondere bei Eigentumswohnungen. Auch dieser Trend führt dazu, dass verstärkt Mehrfamilienhäuser und Hochhäuser gebaut werden, um auf vorhandenen Baugrundstücken, möglichst viel Wohnraum in Innenstädten zu schaffen.